# Рокада (филм)
„Рокада“ е български игрален филм (драма) от 1987 година на режисьора Аспарух Николов, по сценарий на Любен Отов. Оператор е Теодор Янев.

## Сюжет
Случайността среща трима бивши поручици, участвали рамо до рамо в три войни – Балканската, Междусъюзническата и Първата световна война, през 1937. Идеите, които са ги обединявали преди, сега са забравени или продадени. Върху съвестта на полковник Стамов лежи участие в потушаването на Септемврийското въстание през 1923. Друг път е избрал поручик Танев – пътя на комуниста. Третият – Скорчев, е възпитаник на европейски юридически институт и е станал криминален инспектор. Той съзнателно се опитва да стои далеч от политиката. От дома на художника Владо е откраднат паспорт, предназначен за български интербригадист. Крадецът е известният в престъпния свят касоразбивач Професора. В разследването, което води Скорчев, се преплитат съдбите на бившите другари...

## Актьорски състав
- Стефан Мавродиев – Инспектор Скорчев
- Стойко Пеев – полковник Стамов
- Венцислав Кисьов – Касоразбивачът професора
- Марин Янев – Владо
- Бистра Марчева – Жената на Владо
- Анри Чоджумов – Танев
- Стойчо Мазгалов
- Йордан Спиров – кръчмарят
- Катерина Евро